# Почаївський заказник
Поча́ївський зака́зник — ландшафтний заказник загальнодержавного значення в Україні. Розташований у межах Сарненського району Рівненської області, на північ від села Людинь.
Площа 927 га (початково 445 га). Створений у 1974 році (доповнення і зміни — 1980, 2013 рік). Перебуває у віданні Висоцького і Людинського лісництв.
Під охороною — болотний і лісовий масиви з мальовничими ландшафтами та озерами (Велике Почаївське озеро і Мале Почаївське озеро). На болоті зрозтають рідкісні види рослин: росичка круглолиста, шейхцерія болотна тощо. Водиться велика кількість водоплавних птахів.